# Grote brand van Meireki

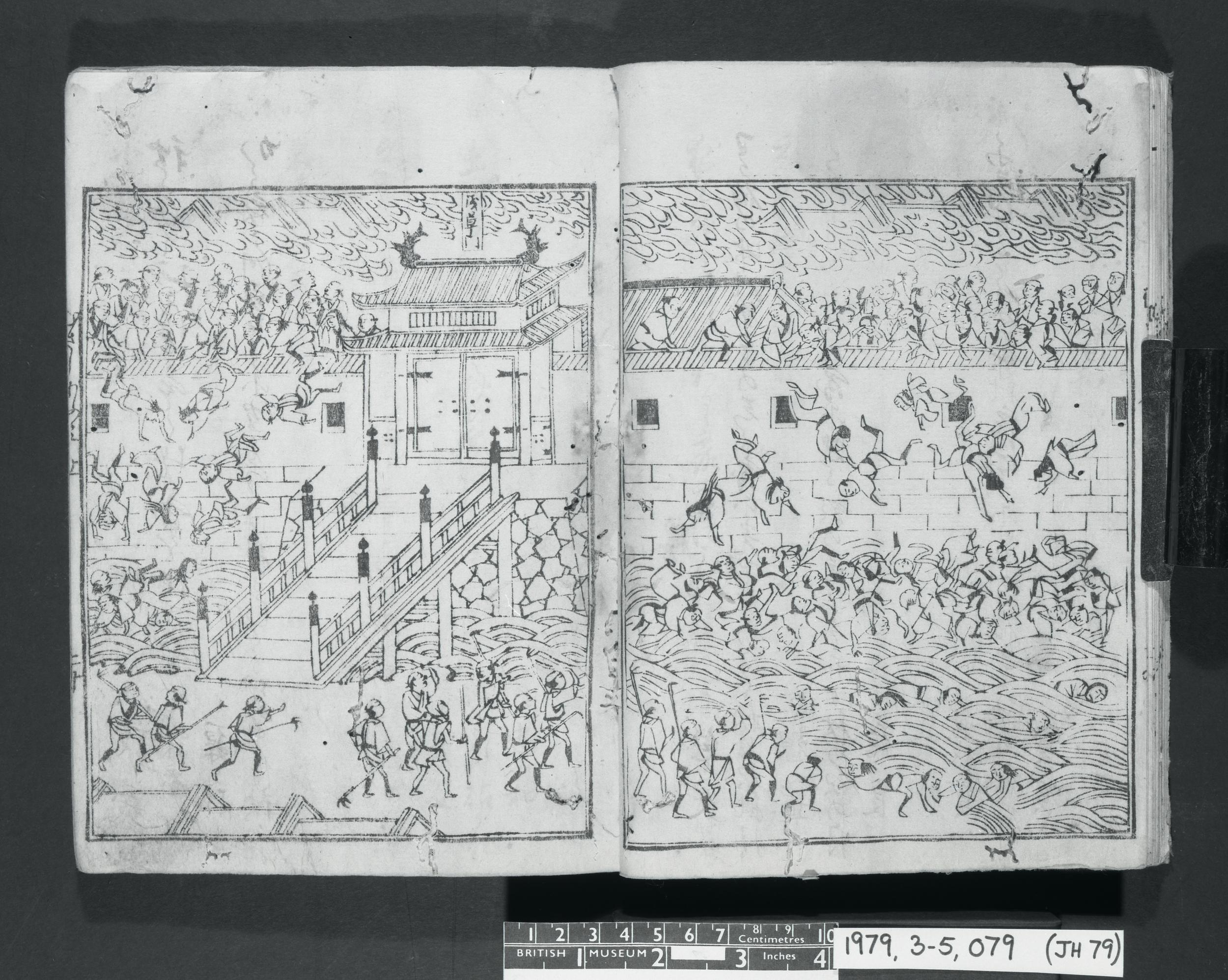
Bewoners van Edo vluchten voor het vuur

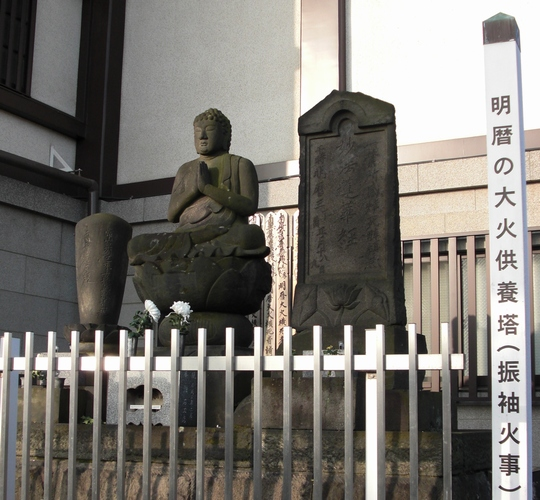
Stoepa ter nagedachtenis van de grote brand

De grote brand van Meireki (Japans: 明暦の大火, Meireki no taika) begon op 2 maart 1657 en duurde drie dagen. Hij verwoestte zo’n 60-70% van de Japanse stad Edo en er zijn naar schatting zo'n 100.000 mensen bij omgekomen.
Edo telde die tijd al zo'n 300.000 inwoners. De brand begon op 2 maart 1657 in het centrum van Edo in het district Hongo, ten noorden van het paleis van de Shōgun en Ueno. Door de sterke wind uit het noorden verspreidde de brand zich snel over de stad in zuidelijke richting. De huizen waren gebouwd van hout en papier en de wegen tussen de gebouwen waren smal waardoor het vuur gemakkelijk kon overslaan. Edo had toen al enige decennia een brandweer, 火消し of Hikeshi, maar deze was klein in omvang en had niet voldoende materieel om een zeer grote brand te bestrijden.
Op de tweede avond veranderde de windrichting en het vuur werd van de zuidelijke randen weer richting het centrum geduwd. Van het Edokasteel gingen de buitenste gebouwen en alle huizen van de bedienden ten onder, maar het paleis bleef behouden. Pas op de derde dag ging de wind liggen en kwam het vuur onder controle.
Zes dagen nadat de brand was uitgebroken, werden de stoffelijke overschotten verzameld van de inwoners die bij de brand waren omgekomen en begraven. Op de belangrijkste begraafplaats werd een Gebedszaal voor de Doden gebouwd.
De wederopbouw duurde twee jaar. Om de eerste nood te verzachten gaf het Tokugawa-shogunaat rijst aan de slachtoffers, controleerde de prijzen voor voedsel en hout en verleende financiële steun voor de wederopbouw. Voor de aanvang van de bouw werden de wegen verbreed en sommige wijken heringericht om een herhaling van de verwoestende brand te voorkomen. De herbouw van het Edokasteel werd als laatste voltooid. 
Het gebied rondom het kasteel kreeg grotere open ruimtes die als brandgang fungeerden.
De brand was een van de grootste rampen in de Japanse geschiedenis. De vernietiging door de Meireki-brand was bijna vergelijkbaar met die van de Kanto-aardbeving in 1923 en het luchtbombardement op Tokio in 1945. Beide 20e-eeuwse gebeurtenissen zorgden voor ongeveer 100.000 doden en de vernietiging van het grootste deel van de stad.
De naam van de brand is afgeleid van de tijdperiode "Meireki". Met de kroning van een nieuwe keizer Go-Sai werd de naam van de tijd aangepast, maar ook rampen konden aanleiding geven voor een naamsverandering. Na de grote brand werd de naam gewijzigd in "Manji".